# Extranormal
Extranormal  fue un programa de televisión mexicano enfocado en lo esotérico, lo sobrenatural, lo milagroso y lo paranormal. En su última etapa fue conducido por Samantha Arteaga, quién presentó investigaciones realizadas por Joe Herrera. Ambos fueron guiados por especialistas en lo paranormal como Octavio Elizondo (armonizador y conocedor de temas del esoterismo), Miriam Verdecía (armonizadora) y Luisa Cárdenas (médium y vidente). Temporadas anteriores también incluían a Laura Rivas (investigadora paranormal y espiritista). Estas investigaciones fueron realizadas dentro y fuera de México, en lugares en dónde se presentaron supuestas manifestaciones fantasmales o diferentes sucesos paranormales como milagros y posesiones demoniacas.
El programa estuvo entre los más reconocidos de habla hispana y en América Latina respecto a temas paranormales, y estuvo considerado como una verdadera referencia en el medio esotérico. Goza de gran aceptación en México, Estados Unidos, Guatemala, Argentina, Chile, Venezuela, Honduras, Costa Rica, Perú y Colombia.

## Historia
Extranormal fue transmitido por primera vez en la ciudad de Guadalajara, Jalisco, el 21 de marzo de 2007. Semanas más tarde comenzó a transmitirse en varios estados de la república mexicana. Extranormal salió al aire a nivel nacional el 16 de septiembre del 2007.
En TV Azteca, Extranormal es el primer programa hecho en el interior de la república mexicana; En TV Azteca Jalisco y se transmite a nivel nacional e internacional por Azteca América y Azteca Internacional. 
La idea original, el diseño de formato, los roles de personajes y la conformación de las diferentes temporadas del programa está a cargo de Jorge Omar Sánchez (actual productor ejecutivo),  la realización corre a cargo de Felipe Cendejas (Productor General), Extranormal ha sido todo un fenómeno de audiencia desde que salió al aire, aunque quizás el éxito más marcado sea en la internet, ya que en canales como Youtube o redes sociales como Facebook y Twitter este programa mexicano ha superado el alcance y el éxito de producciones de la talla de Cuarto milenio o el canal argentino Infinito.

### Extranormal contò con 11 temporadas en total
- "ExtraNORMAL" (2007)
- "EXTRANORMAL de Impacto" (2008-2009)
- "EXTRANORMAL la nueva era" (2010)
- "La fuerza Extranormal" (2011)
- "Extranormal 20DOCE" (2012)
- "ΞXTЯΛΝΟЯMΛL" (2013-2014)
- "EXTRA NORMAL" (2014)
- "ΞXTЯΛNOЯMΛL Septium" (2014 - 2015)
- "ΞX+RΛNORMΛL PUNTO 2" (2017 - 2018)
- "ΞX+RΛNORMΛL Sin Fronteras" (2019-2020)
- "ΞX+RΛNORMΛL ΞL ORIGΞN" (2021-2024)

### De Azteca Trece al nuevo canal A+.
Se tenía planeada que la nueva temporada de EXN saliera al aire en mayo de 2014 y continuara por Azteca 13 (hoy Azteca Uno), pues ésta traería una renovación al programa con investigaciones fuera de México, sin embargo no se llegó a transmitir por Azteca Trece.
El programa y las nuevas investigaciones se llegaron a transmitir en Azteca América pero solo en Estados Unidos por razones desconocidas. Lo cual causó mucha indignación en algunos fanes y propios trabajadores del programa ya que este siempre mantuvo una buena audiencia nacional e internacionalmente, el programa estuvo fuera del aire en México alrededor de año y medio.
El 2 de junio de 2014 comenzó la emisión de la séptima temporada de Extranormal, "Extranormal Septium", que fue transmitida todos los lunes en la página oficial de TV Azteca, tiempo después también se dejó de transmitir en la página oficial, solo se transmitía en Azteca América en Estados Unidos. Aún se desconocen las causas que orillaron a TV Azteca a sacarlo de Azteca Trece y tomar está decisión ante un programa con tan buena audiencia.
A partir del domingo 26 de marzo de 2017, el programa se transmite nacionalmente en México por la red de estaciones de A Más, el cual promueve programación producida TV Azteca en el interior de la República Mexicana, el programa continúa con el éxito de audiencia y la preferencia del público al ser el programa de mayor índice de audiencia semana a semana de este canal A Más.
Además que a finales del 2020 y a inicios del 2021, empezó a retransmitirse por Azteca 7, los viernes a las 11:00 p. m.

### Final de Extranormal
El miércoles 3 de enero de 2024, se dio a conocer en las redes sociales del programa Extranormal que a partir del domingo 7 de enero solamente se puede ver a través de YouTube todos los domingos a las 9:30 p. m. esto debido a que la televisora del Ajusco intentó cancelar el programa, esto a pesar de encontrarse dentro de los 20 programas con mayor rating de la televisión mexicana en ese horario, incluso llegando a la posición número 11  en el programa del 24 de diciembre de 2023, lo cual originó el descontento de la producción del programa y posteriores desacuerdos entre la producción del programa y TV azteca, debido a que los ejecutivos de TV azteca sacaron del aire el programa sin previo aviso, sin siquiera haberle dado aviso a la producción del programa. A pesar de ello, se seguía trasmitiendo vía YouTube de manera provisional mientras se podría llegar a un acuerdo entre la producción y la televisora. 
El domingo 31 de diciembre de 2023, el programa Extranormal se transmitió por última vez en A+ tras 16 años de transmisiones ininterrumpidas.
Finalmente, el martes 21 de mayo de 2024, ante la repentina falta de emisión del domingo 19 de mayo de 2024, el coconductor y especialista del programa Octavio Elizondo, emite un comunicado en la red social TikTok anunciando el cierre de emisiones del programa, revelando que el programa estrenado en YouTube el 12 de mayo de 2024 sería el último capítulo emitido en sus más de 17 años de emisiones ininterrumpidas.
El miércoles 22 de mayo de 2024 Felipe Zendejas, el productor del programa, emitió un comunicado a través de sus redes sociales oficiales, confirmando una vez más el cese de emisiones.

## Conducción
A lo largo de sus transmisiones EXN ha tenido diferentes conductores. Entre ellos:
- Ivette Orozco: Condujo el programa desde sus inicios en 2007 hasta mediados de 2010. Se destacó por su seriedad y gran potencial como conductora. Después de su salida ha trabajado en programas como Hora Zero, fue remplazada por Silvia Enciso.
- Silvia Enciso: Silvia condujo el programa desde septiembre del 2010 hasta 2012. Fue muy querida por el público de Extranormal. Después de su salida trabajo en diversas campañas de comerciales entre otros, en agosto de 2014 se convirtió en madre de su primer hijo se llama Santiago. Se encuentra retirada. Fue reemplazada por Rosy Martell.
- Rosy Martell: Rosa María Martell "Rosy" llegó al programa la última semana de julio de 2012. Ella se mantuvo en el programa hasta el 5 de marzo de 2013. Trabajo para Al Extremo antes de ingresar a EXN y fue actriz de TV Azteca participó en Lo que la gente cuenta. Después de su salida ha trabajado para Estrella TV como conductora de deportes y radica en los Estados Unidos. Fue muy querida por el público llegando a tener fanes en lugares tan alejados como: Guatemala, El Salvador y Costa Rica.
- Alberto del Arco: Luego de varios años como investigador Alberto emergentemente llegó a ser conductor del programa. Aunque siempre se mantuvo realizando investigaciones para el programa en campo.
- Priscila Trejo: Ella ingreso al programa como conductora en 2013. Condujo el programa junto a Alberto del Arco. Fue duramente criticada por algunos fanáticos del programa bajo el argumento de que "no da una buena imagen al programa", llegando a existir sitios web que fomentaban el acoso cibernético a su persona, sin embargo también ha tenido mucho apoyo por parte de la audiencia. Tiene experiencia en algunos certámenes de belleza donde ha participado.
- Minerva Aponte: Tras la serie de cambios que sufrió el programa, hubo un cambio de personal, en el que los investigadores Mario Estrada y Alberto del Arco se retiraron del programa; por otro lado, Priscila Trejo también salió del mismo, tomando su lugar la presentadora de televisión venezolana Minerva Aponte, quien ha trabajado para cadenas internacionales como History Channel y Discovery Channel.
- Victoria Torres, marcó el regreso de Extranormal a la TV abierta Mexicana, oriunda de León GTO, Victoria llegó a EXN después de ser conductora de noticieros, espectáculos y programas musicales en su nata León, en enero de 2019 decidió retirarse de Extranormal por motivos personales y un ofrecimiento en crecimiento laboral y económico en Multimedios Televisión.
- Vania Manzano, conductora en TV Azteca Jalisco que conducía las secciones de deportes y clima en el noticiero matutino de la televisora, Vania llega a trabajar la nueva temporada de Extranormal denominada Extranormal "Sin Fronteras" a partir del domingo 3 de marzo de 2019 y hasta el domingo 18 de octubre de 2020.
- Samantha Arteaga, conductora en TV Azteca Jalisco que conducía las secciones del clima en la televisora, Samantha llega a trabajar la nueva temporada de Extranormal denominada "El Origen" a partir del domingo 24 de enero de 2021 hasta el domingo 31 de diciembre de 2023 cuando Extranormal se transmitió por última vez en A+.[3][4][5]
- Octavio Elizondo: Siendo uno de los especialistas con quien el programa inició en sus comienzos, y después de varios años apareciendo en el programa bajo dicho rol, Octavio se lo ha visto presentando ocasionalmente el programa.

## Banda sonora
Aquí se muestra una tabla con los temas principales que ha tenido el programa.
| Año       | Nombre de temporada       | Nombre del tema de inicio                                                        | Autor                                          |
| --------- | ------------------------- | -------------------------------------------------------------------------------- | ---------------------------------------------- |
| 2007      | ExtraNORMAL               | Marching Armies                                                                  | Steven Stern                                   |
| 2008-2009 | EXTRANORMAL de Impacto    |                                                                                  | Steven Stern                                   |
| 2010      | EXTRANORMAL La Nueva Era  |                                                                                  | Steven Stern                                   |
| 2011      | La Fuerza EXTRANORMAL     | Code of Honour                                                                   | Richard Wells                                  |
| 2012      | EXTRANORMAL 20DOCE        | Darkness Rises                                                                   | Gabriel Shadid & Tobias Marberger (Epic Score) |
| 2013      | EXTRA NORMAL              | Asturias / Main Titles (banda sonora original de la película Espejos Siniestros) | Javier Navarrete                               |
| 2013-2014 | ΞXTЯΛNOЯMΛL               | Dummy (banda sonora original de la película El Títere)                           | Charlie Clouser                                |
| 2014-2015 | ΞXTЯΛNOЯMΛL Septium       | Horror                                                                           | SilverHoof                                     |
| 2017-2018 | ΞX+RANORMAL PUNTO 2       | Marching Armies                                                                  | Steven Stern                                   |
| 2019-2020 | ΞX+ЯΛNOЯMΛL Sin Fronteras | ¿?                                                                               | ¿?                                             |
| 2021-2024 | ΞX+RΛNORMΛL ΞL ORIGΞN     | ¿?                                                                               | ¿?                                             |